# Filippo Antonio Revelli

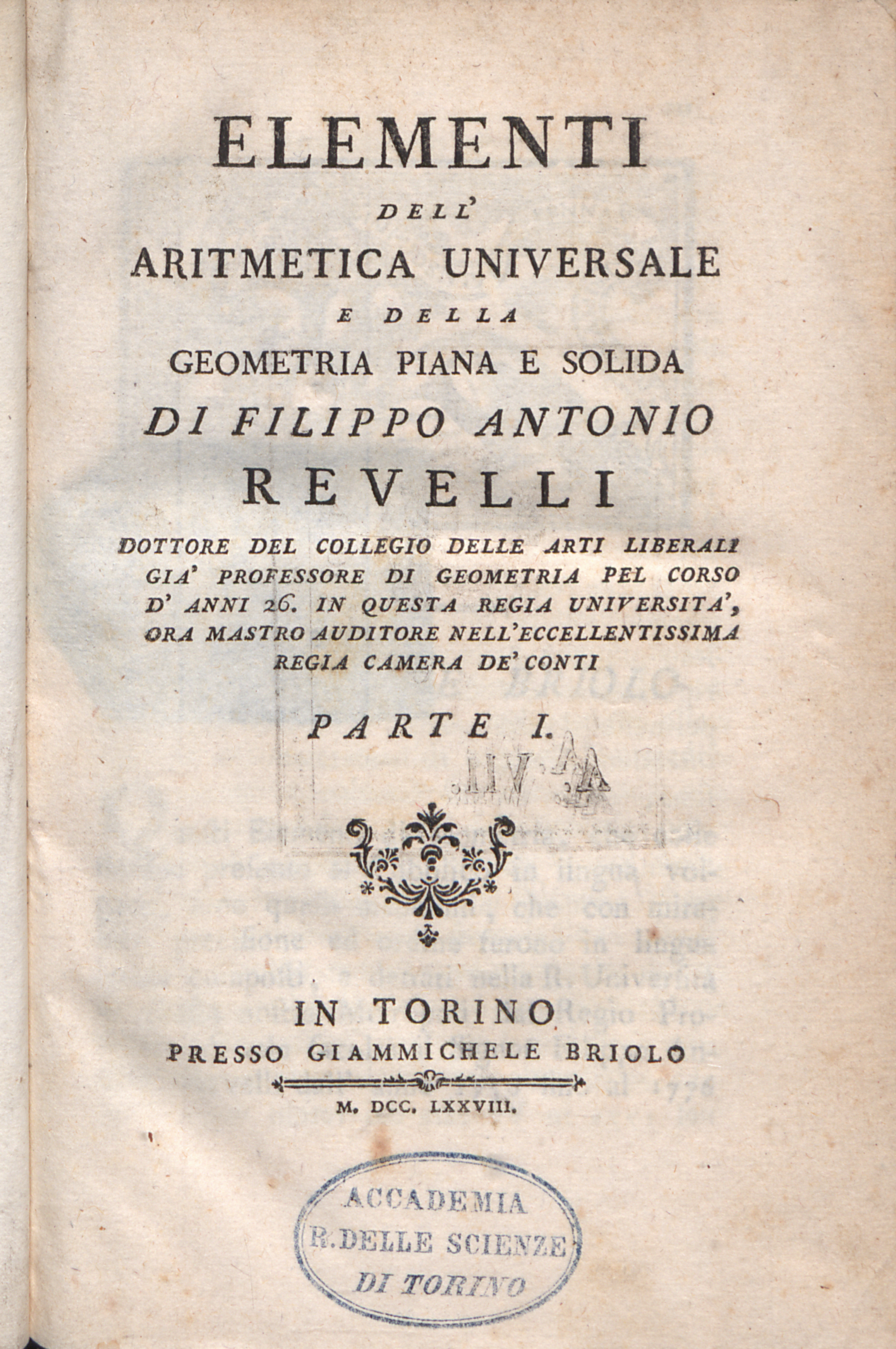
Elementi dell'aritmetica universale e della geometria piana e solida, 1778

Filippo Antonio Revelli (Monastero di Lanzo, 1716 – Torino, 1801) è stato un matematico italiano.

## Biografia
Insegnò geometria per 26 anni all'Università di Torino.
Tra i suoi allievi vi fu Joseph-Louis Lagrange.
Suo figlio Vincenzo Antonio Revelli (1764-1835) fu filosofo e pittore.

## Opere
- Elementi dell'aritmetica universale e della geometria piana e solida, vol. 1, Torino, Giammichele Briolo, 1778.
- Elementi dell'aritmetica universale e della geometria piana e solida, vol. 2, Torino, Giammichele Briolo, 1778.